# Луций Калпурний Пизон Цезонин (консул 148 пр.н.е.)
Вижте пояснителната страница за други личности с името Луций Калпурний Пизон.
Луций Калпурний Пизон Цезонин (на латински: Lucius Calpurnius Piso Caesoninus) e политик на Римската република през 2 век пр.н.е.

## Биография
Произлиза от фамилията Цезонии. Осиновен е от Гай Калпурний Пизон (консул 180 пр.н.е.) от клон Пизон на фамилията Калпурнии. Той е баща на Луций Калпурний Пизон Цезонин (консул 112 пр.н.е.).
През 154 пр.н.е. Цезонин е претор и след това проконсул и в Близка Испания се бие против лузитаните. През 148 пр.н.е. е избран за консул заедно с Спурий Постумий Албин Магнус.